# Strada statale 559 di Luzzi
La ex strada statale 559 di Luzzi (SS 559), ora strada provinciale 248 SS 559 di Luzzi (SP 248), è una strada provinciale italiana, il cui percorso si snoda nella Provincia di Cosenza.

## Percorso
La strada ha origine distaccandosi dalla ex strada statale 19 delle Calabrie, all'altezza di Bivio Acri, località posta nel comune di Montalto Uffugo. La strada prosegue quindi in direzione est superando l'A3 Napoli-Reggio Calabria e il fiume Crati; in località Cavoni, si distacca la strada statale 660 di Acri che raggiunge l'omonimo centro abitato.
L'arteria prosegue quindi ancora in direzione est, raggiungendo il centro abitato di Luzzi, poi con percorso tipicamente montano e virando verso sud, si innesta sulla ex strada statale 279 Silana di Rose, non lontano da Varco San Mauro, nel comune di Rose.
In seguito al decreto legislativo n. 112 del 1998, dal 2002 la gestione è passata dall'ANAS alla Regione Calabria, che ha provveduto al trasferimento dell'infrastruttura al demanio della Provincia di Cosenza.